# Surogat

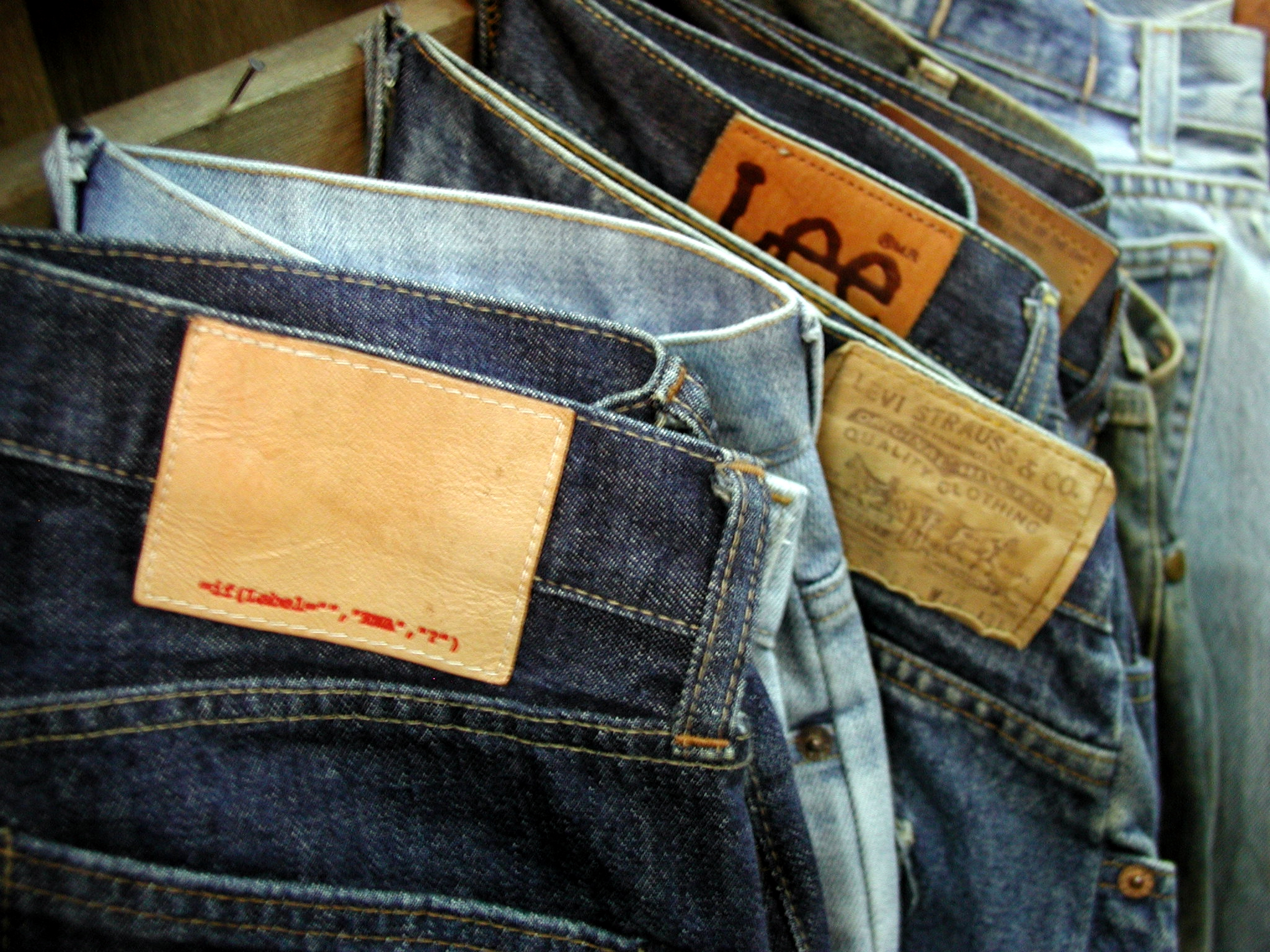
Podróbki dżinsów na rynku w Bangkoku. Jest to też pewna forma zastępcza – klient za mniejsze pieniądze otrzymuje towar, który może uchodzić za oryginalny. Na pierwszym planie widać uszkodzoną „firmową” etykietę – efekt błędu w oprogramowaniu, które seryjnie produkuje fałszywe etykiety różnych znanych firm odzieżowych

Surogat (łac. surrogare, subrogare „wybierać zastępczo kogoś innego”; także: podróbka) – rzecz o charakterze zastępczym, używana jako namiastka, substytut innej rzeczy. Pojęcie to jest używane w odniesieniu do szerokiej gamy obiektów o charakterze materialnym (np. do produktów, substancji). Synonimem słowa „surogat” jest wyraz „erzac”, pochodzący od niemieckiego określenia Ersatz (ersetzen „wyręczyć, uzupełnić, odszkodować, zastąpić”).

## Surogat – pojęcie w języku prawniczym
Pojęcie surogatu w języku prawniczym występuje w kilku kontekstach:
1. o surogacie mówi się w związku z zasadą surogacji, która wyrażona jest np. w art 33 pkt 10 Kodeksu rodzinnego i opiekuńczego. Polega ona na tym, że w przypadku istnienia odrębnego majątku małżonków, w miejsce tego, co wyszło z danej masy majątkowej, wchodzi to, co zostało w zamian uzyskane. Surogatem są w tym przypadku przedmioty majątkowe nabyte w zamian za składniki majątku osobistego.
2. pojęcie surogatu (i zasada surogacji) występuje również w przypadku bezpodstawnego wzbogacenia (art. 405-414 Kodeksu cywilnego). Surogatem jest w tym przypadku wszystko to, co bezpodstawnie wzbogacony uzyskał w zamian bezpodstawnie uzyskanej korzyści lub jako naprawienie szkody w przypadku zbycia, utraty lub uszkodzenia tej korzyści.
3. w przypadku następczej niemożliwości świadczenia (art. 475 Kodeksu cywilnego), jeżeli rzecz będąca przedmiotem świadczenia została zbyta, utracona lub uszkodzona, dłużnik ma obowiązek wydać wszystko to, co uzyskał w zamian za tę rzecz albo jako naprawienie szkody – czyli właśnie surogaty. Tutaj również działa zasada surogacji.
4. o surogacie można też mówić w związku z możliwością funkcjonalnego zastąpienia jednej instytucji przez inną, np. kiedy karę umowną określa się jako surogat odszkodowania.

Rozróżnienie surogatów w kontekście zasady surogacji (1, 2, 3) od surogatów w kontekście funkcjonalnym (4) nie pretenduje do miana jakiegoś ścisłego podziału. Podkreśla ono tylko różne możliwe odcienie znaczenia pojęcia surogatu w języku prawniczym.

## Historia
Surogacja produktów pojawiła się na szeroką skalę w okresie I wojny światowej. W wyniku blokady morskiej Niemiec, deficyt surowców, dotychczas importowanych z kolonii, wymusił zamienienie ich produktami zastępczymi, zwłaszcza w zakresie wojskowości. I tak, produkowano bagnety z rękojeściami z tłoczonej blachy, odlewanymi z żeliwa itd. Miało to przyspieszyć produkcję i obniżyć koszty produkcji. W niemieckiej nomenklaturze bagnety te znane są pod nazwą Aushilfsseitengewehr, dosł. bagnet prowizoryczny. Kolekcjonerzy operują jednak pojęciem Ersatzseitengewehr. Poza produkcją dla wojska, na rynku cywilnym z powodu deficytu masła pojawiła się wówczas margaryna, kawa zbożowa uzupełniła podaż prawdziwej, a w 1916 niemieccy inżynierowie opracowali technologię wytwarzania tkanin z papieru, których używano do produkcji odzieży na rynku cywilnym aż do połowy lat 20. XX w. Tkaniny, z których wytwarzano mundury także zmieniły się w wyniku deficytu surowca. Sukno mundurowe domieszkowano także w okresie II wojny światowej tańszymi odpadami sztucznego jedwabiu wiskozowego (rayon waste), którego udział w momentach najgorszego deficytu wełny sięgał 50%. 